# MediaWiki
MediaWiki – otwartoźródłowe oprogramowanie typu wiki wykorzystywane przede wszystkim przez wszystkie wersje językowe Wikipedii i szereg innych projektów Wikimedia Foundation, jak również innych serwisów działających w pełni niezależnie.
MediaWiki zostało napisane w PHP i jest rozpowszechniane na licencji GNU GPL; jako silnika bazy danych może używać systemów MySQL/MariaDB, PostgreSQL lub SQLite. Do prezentacji wzorów matematycznych korzysta z silnika i języka TeX.
Oprogramowanie MediaWiki ma modułową strukturę i bez większych kłopotów może być modyfikowane i ulepszane przez rozszerzenia (ang. extensions), które dodają nowe funkcje widoczne dla użytkownika systemu jako nowe strony specjalne lub nowe możliwości znaczników wiki.
Osoby chcące stworzyć serwis wykorzystujący MediaWiki mogą ją pobrać z repozytorium oprogramowania. Z MediaWiki korzysta wiele znanych serwisów niezwiązanych z Wikimedia Foundation. Często są one prowadzone przez środowiska związane z ruchem otwartego oprogramowania. Można też stworzyć dla własnych celów lokalne środowisko wiki.

## Historia oprogramowania Wikipedii
Pierwotnie, od 10 stycznia 2001, Wikipedia korzystała z UseModWiki, napisanego przez Clifforda Adamsa (Faza I) i stosowała system łączy CamelCase. Po roku, w styczniu 2002 (Faza II) zastosowano silnik oparty na PHP (napisany przez Magnusa Manske), z MySQL-em jako bazą danych i Apache’em jako serwerem WWW. Zrezygnowano w nim z CamelCase. Wkrótce jednak zaczęły się kłopoty z wydajnością, które praktycznie uniemożliwiały edytowanie artykułów. Lee Daniel Cocker napisał oprogramowanie od nowa (Faza III) i mechanizm znany jako MediaWiki rozpoczął pracę w lipcu 2002. Pracę nad jego doskonaleniem przejął Brion Vibber.
W 2016 wydano wersję 1.27. Była to wersja z długoterminowym wsparciem (trzyletnim), które wygasło w czerwcu 2019 roku wraz z wydaniem 1.27.7. Aktualną wersją z długoterminowym wsparciem jest 1.31 wydana w czerwcu 2018 roku.

## Funkcje
- Wsparcie lokalizacji
- Wstawianie grafik i szablonów
- Obsługa stron dyskusji
- Strony specjalne tworzące listy stron lub dodające inne funkcje
- API
- Mechanizm Ostatnich Zmian i historii wraz z rejestrami
- Mechanizm rozszerzeń (m.in. interwiki)
- Mechanizm skórek i edycji interfejsu
- Wsparcie dla przestrzeni nazw i kategorii
- Możliwość nadawania uprawnień dla grup